# Pseudohippopsis
Pseudohippopsis is een kevergeslacht uit de familie van de boktorren (Cerambycidae). De wetenschappelijke naam van het geslacht werd voor het eerst geldig gepubliceerd in 1895 door Gestro.

## Soorten
Pseudohippopsis omvat de volgende soorten:
- Pseudohippopsis albescens Breuning, 1940
- Pseudohippopsis albolateralis Breuning, 1940
- Pseudohippopsis allardi Breuning, 1958
- Pseudohippopsis brunneipes Aurivillius, 1914
- Pseudohippopsis filicornis Gestro, 1895
- Pseudohippopsis filiformis (Olivier, 1795)
- Pseudohippopsis gracilis (Fåhraeus, 1872)
- Pseudohippopsis ituriensis Breuning, 1971
- Pseudohippopsis latifrons Breuning, 1940